# Chauffecourt
Chauffecourt ([ʃofˈkuʁ] ) ist eine kleine französische Gemeinde mit 41 Einwohnern (Stand: 1. Januar 2022) im Département Vosges in der Region Grand Est. Sie gehört zum Arrondissement Neufchâteau (bis 2024 Épinal) und ist Mitglied im Gemeindeverband Communauté de communes de Mirecourt Dompaire. Die Bewohner werden Chauffecourtiens und Chauffecourtiennes genannt.

## Geografie
Die Gemeinde Chauffecourt liegt etwas oberhalb des Mosel-Zuflusses Madon, dessen Lauf hier eine markante Flussschlinge beschreibt und die westliche Gemeindegrenze bildet. Fünf Kilometer südlich von Chauffecourt liegt die Kleinstadt Mirecourt, die Präfektur Épinal ist 35 Kilometer entfernt.
Nachbargemeinden von Chauffecourt sind Ambacourt im Norden, Bettoncourt im Osten, Mazirot im Süden sowie Poussay im Westen.
Das Dorf Chauffecourt besteht fast ausschließlich aus Stall- und Lagergebäuden. Es gibt keine Kapelle, keine Kirche und keine Baudenkmale.

## Geschichte
Der Ort tauchte erstmals urkundlich 1295 als Chauvecours auf.
Kirchlich gehörte Chauffecourt zusammen mit dem Nachbarort Mazirot dem Kapitel Remiremont, das zwei Drittel des Zehnten erhielt. Weltlich war Chauffecourt Teil der Bailliage Mirecourt.
Das Rathaus- und Schulgebäude (Mairie-école) entstand 1874.

### Bevölkerungsentwicklung
| Jahr      | 1962 | 1968 | 1975 | 1982 | 1990 | 1999 | 2011 | 2021 |
| Einwohner | 24   | 21   | 18   | 18   | 26   | 32   | 36   | 42   |

Im Jahr 1800 wurde mit 73 Bewohnern die bisher höchste Einwohnerzahl ermittelt. Die Zahlen basieren auf den Daten von cassini.ehess und INSEE.

## Sehenswürdigkeiten
- Brunnen
- Lavoir
- Marienstatue

## Wirtschaft und Infrastruktur
In der Gemeinde ist ein großer Landwirtschaftsbetrieb ansässig, der Milchvieh hält.
Drei Kilometer nördlich von Chauffecourt verläuft die Fernstraße D 55 von Mirecourt nach Charmes. In der fünf Kilometer entfernten Kleinstadt Mirecourt treffen mehrere Fernstraßen aufeinander. Der Bahnhof in Mirecourt liegt an der Bahnstrecke Jarville-la-Malgrange–Mirecourt.